# Zasada memoriałowa
Zasada memoriałowa (ang. accrual basis) – zasada w rachunkowości polegająca na ujęciu w księgach rachunkowych oraz sprawozdaniu finansowym ogółu operacji gospodarczych dotyczących danego okresu. W księgach rachunkowych jednostki należy ująć wszystkie osiągnięte przychody i obciążające ją koszty dotyczące danego roku obrotowego, niezależnie od terminu ich spłaty.
Ustawa o rachunkowości z dnia 29 września 1994 r. formułuje tę zasadę w art. 6 ust. 1:
- W księgach rachunkowych jednostki należy ująć wszystkie osiągnięte, przypadające na jej rzecz przychody i obciążające ją koszty związane z tymi przychodami dotyczące danego roku obrotowego, niezależnie od terminu ich zapłaty.